# Виноградне (Скадовський район)
Виноградне (Шабо, Нове Шабо) — селище в Україні, у Чулаківській сільській громаді Скадовського району Херсонської області. Населення становить 24 осіб.

## Історія
Станом на 1921 р. — хутір Нове Шабо у складі Покровської волості Дніпровського повіту Херсонської, з 1922 р. Миколаївської, з 1923 р. Одеської губернії.
Жителі хутора станом на 1921 р. організували молочно-господарське товариство, кооперативне товариство виноробів і садівників.
У 1946 р. хутір перейменований на хутір Виноградний.
24 лютого 2022 року село тимчасово окуповане російськими військами під час російсько-української війни.

## Населення
Згідно з переписом УРСР 1989 року чисельність наявного населення селища становила 45 осіб, з яких 21 чоловік та 24 жінки.
За переписом населення України 2001 року в селищі мешкали 24 особи.

### Мова
Розподіл населення за рідною мовою за даними перепису 2001 року:
| Мова       | Відсоток |
| ---------- | -------- |
| українська | 91,67 %  |
| російська  | 8,33 %   |